# Cal Carboner
Cal Carboner és una casa dels Hostalets de Pierola (Anoia) inclosa a l'Inventari del Patrimoni Arquitectònic de Catalunya.

## Descripció
Es tracta d'una casa entre mitgeres de planta i pis en la que són notables sobretot els esgrafiats de la façana. A la planta baixa,els esgrafiats, consten de formes geomètriques ornamentals emmarcades per unes falses pilastres, també esgrafiades, que segueixen a la primera planta. A la primera planta a banda i banda del balcó hi ha representades dues escenes de temàtica clàssica: flors i angelets. També és interessant la cornisa sostinguda per mènsules.

## Història

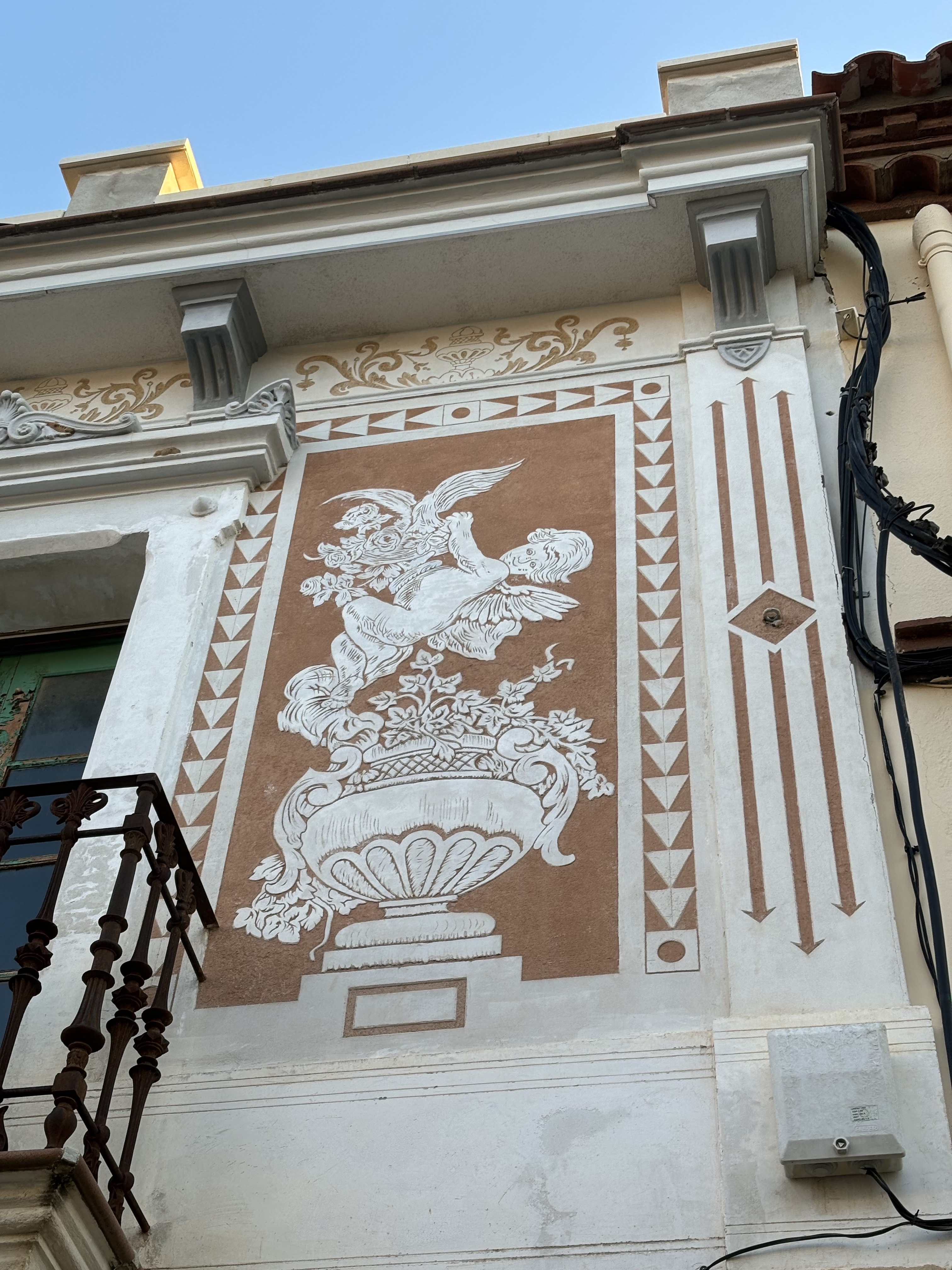

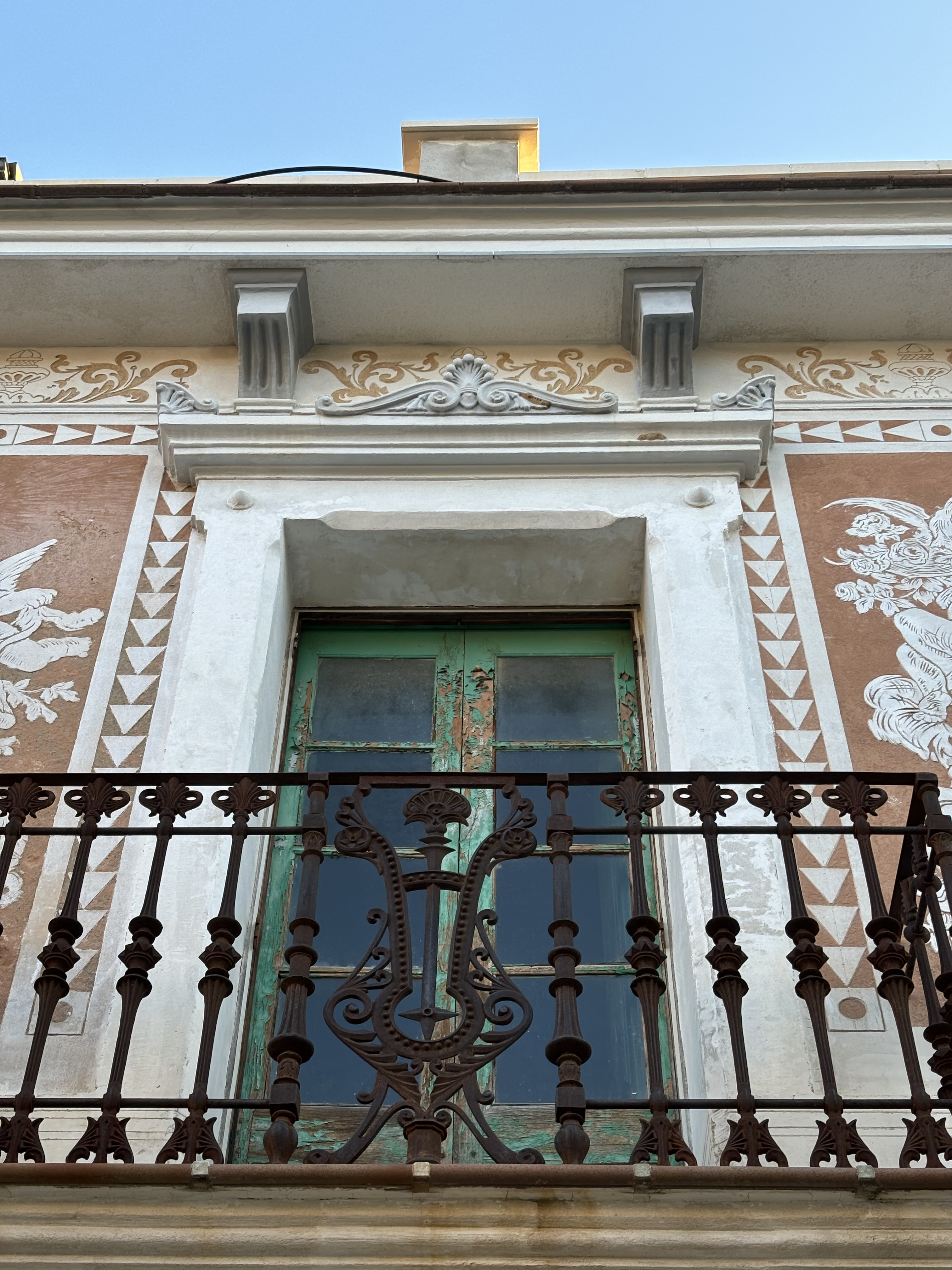
Pis superior de Cal Xic Carboner.

El 1922 Bartomeu Oriols comprà la casa al propietari Pere Noto. El nou propietari va ser qui arrana la façana. L’edifici va ser construït al segle XIX en un estil modernista. Entre 1912 i 1914 dos fills de la família Orriols (família humil de carboners), van emprendre un viatge cap a Cuba. Aquell viatge els duria a la fortuna gràcies a l’èxit d’un negoci de ferreteria. La casa dels Orriols va ser confiscada i ocupada per la UGT amb l’esclat de la Guerra Civil. Avui dia pertany als Madorell, els quals restauren la façana segons l’esgrafiat original, Tot i que l’origen del municipi s'ubicava al veïnat de Pierola, el creixement que havia patit la barriada dels Hostalets de Pierola, va provocar el trasllat de la seu municipal el 1886.